# William Porter
William Franklin Porter III, detto Bill (Jackson, 24 marzo 1926 – Irvine, 10 marzo 2000), è stato un ostacolista statunitense, campione olimpico dei 110 metri ostacoli ai Giochi di Londra 1948.

## Biografia
Nato nel 1926 nel Michigan, William Porter in gioventù frequenta la Western Michigan University. Nel 1945 si trasferisce alla Northwestern, facendo grandi progressi in atletica leggera. Dopo essere giunto secondo, dietro Harrison Dillard, ai campionati NCAA del 1947 sui 110 m ostacoli, Porter vince il suo primo e unico titolo AAU nel 1948.
Questa vittoria gli permette di qualificarsi per i Giochi olimpici di Londra, che si tengono nel corso dello stesso anno. Alle Olimpiadi, a cui non prende parte il favorito della vigilia Harrison Dillard, Porter ed i suoi connazionali Clyde Scott e Craig Dixon monopolizzano il podio dei 110 m ostacoli. Con il tempo di 13"9 Porter riesce a conquistare la medaglia d'oro precedendo nell'ordine Scott e Dixon.
Dopo essersi ritirato dall'atletica, Porter lavora per la Northwestern Alumni Association Board e successivamente apre un'agenzia di vendita in California. Muore nel 2000 ad Irvine, California.

## Palmarès
| Anno | Manifestazione  | Sede   | Evento   | Risultato | Prestazione | Note            |
| ---- | --------------- | ------ | -------- | --------- | ----------- | --------------- |
| 1948 | Giochi olimpici | Londra | 110 m hs | Oro       | 13"9        | Record olimpico |